# Zacatecas (cidade)
Zacatecas é uma cidade mexicana, capital do estado do mesmo nome. Nascida "Minas de los Zacatecas", os espanhóis a fundaram em 1546, ganhou o nome de "Nuestra Señora de los Zacatecas". A minaria foi a sua principal riqueza económica. Durante a Revolução Mexicana, Pancho Villa e seus homens tomaram a cidade. Em 1993 a UNESCO declarou a parte antiga da cidade Patrimônio Histórico da Humanidade. Um dos seus monumentos mais famosos é a Catedral de Zacatecas.

## Nome
Zacatecas é o nome originário da língua nahuatl dado pelos povos indígenas que habitavam a região antes da chegada dos espanhóis. O nome, em última análise deriva da palavra náuatle para um tipo de grama comum na região, zacatl. A região onde a erva cresceu foi originalmente chamada de Zacatlan, e seus habitantes Zacatecas. Também conhecido como Zacnacosa após o Deus azteca Zacosa.

## História
A área era habitada pelos indígenas zacatecos séculos antes da chegada dos espanhóis. No século XVI, depois da chegada dos conquistadores descobriram ricos depósitos de prata que levou à sua permanência definitiva, a sua fundação ocorreu em 8 de setembro de 1546. Juan de Tolosa foi um dos pioneiros europeus, entre os quais incluiu também Baltazar Tremino de Bañuelos, Cristóbal de Oñate e Diego de Ibarra.

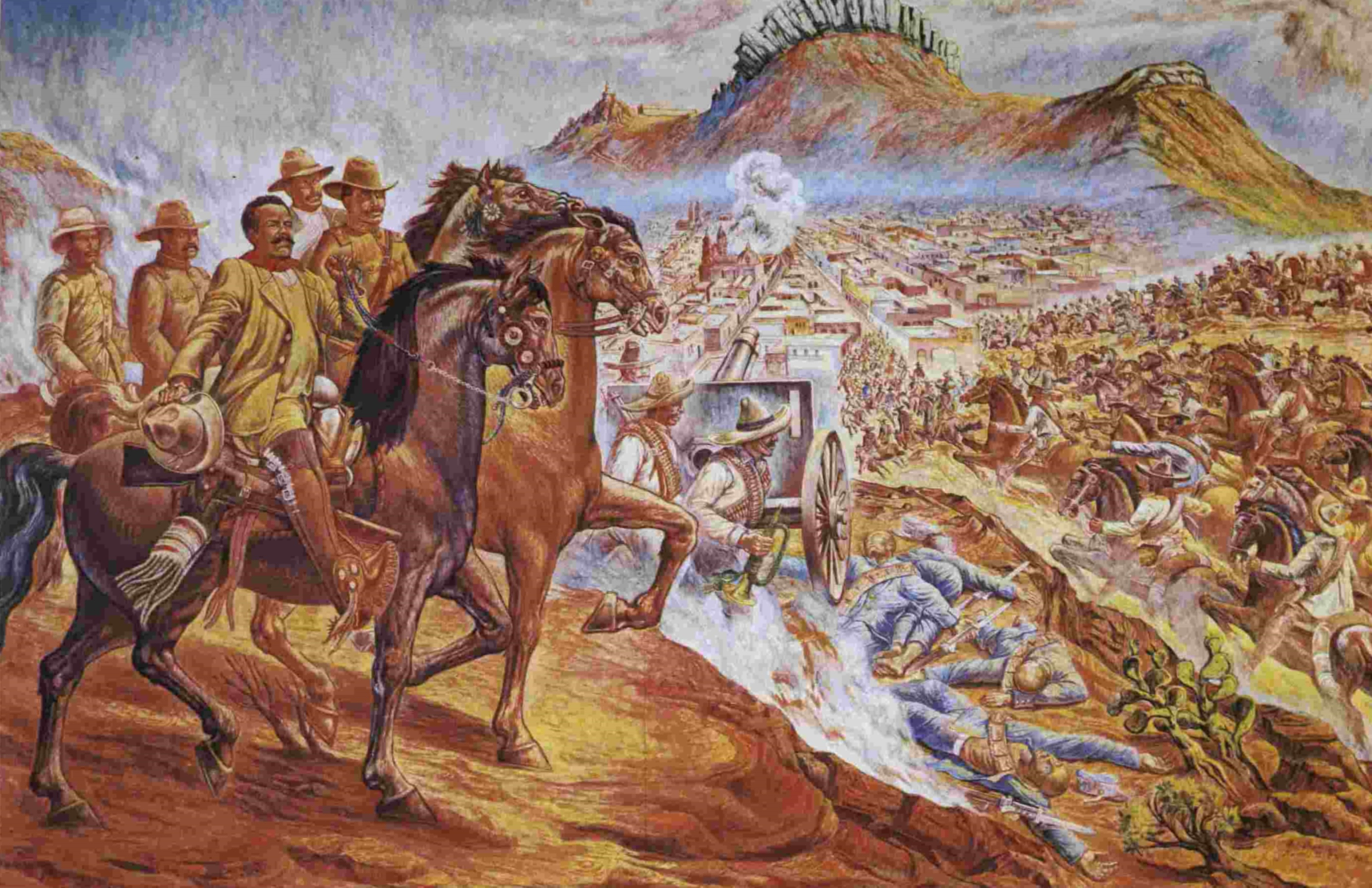
Pintura retratando a Tomada de Zacatecas, Castelo de Chapultepec, Cidade do México

A riqueza das minas levou a um crescimento rápido, sem passar por ctaxas urbanas da Renascença em grande parte por causa do complexo da topografia local, em 1585 ela recebeu o título de "muito nobre e leal cidade de Nossa Senhora de Zacatecas" pelo rei da Espanha Filipe II, mesmo que em 1588 lhe deu seu brasão de armas.
Na cidade foram criadas o mais diversas ordens religiosas que fundaram igrejas e conventos também servir de base, juntamente com a cidade de Guadalupe, para a evangelização do norte do vice-reinado da Nova Espanha como era chamado o México quando foi descoberto.

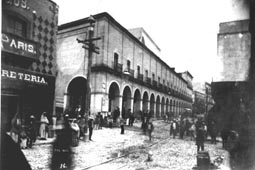
Portal de Rosales em 1914, depois da batalha

Na consumação da Independência do México foi erguida como a capital do estado de mesmo no de Zacatecas. Francisco García Salinas, um governador de destaque defendeu o federalismo em uma época de batalhas amargas no México para estabelecer um regime imperial ou republicano. A cidade também sofreu numerosos conflitos no século XIX, tais como as guerras contra os Estados Unidos e França, a Guerra da Reforma e restauração da república. Também se beneficiou com o sistema criado de ferrovias, em 1884, a estação a caminho da Cidade do México - Ciudad Juárez no estado de Chihuahua.
A cidade de Zacatecas fez história no Revolução Mexicana com a Tomada de Zacatecas em 1914, foi uma grande batalha travada em 23 de junho de 1914 quando Pancho Villa e as suas tropas, conhecida como o Dorados, incluindo Felipe Angeles e Panfilo Natera, tomou-a em um dia de combate contra o exército de Victoriano Huerta. Com esta batalha histórica foi definida em grande parte o rumo do país.
Mas o golpe para a econômia local era forte e juntamente com o declínio dos preços dos minerais, Zacatecas viveu décadas de elevada recessão. Paradoxalmente, a crise econômica significou a salvação do seu patrimônio cultural, dada a falta de novas construções. Leis foram promulgadas para proteger os edifícios históricos do centro da cidade.
Durante a mineração do século XX reduziu o seu valor, tanto o esgotamento das jazidas, quando os preços internacionais de prata e outros minerais que levou à economia local para outras atividades, tais como comércio e serviço, especialmente serviço civil, educação e o turismo.
Hoje Zacatecas como a capital do estado, consolidando o seu estatuto de cidade colonial e moderna, sua história e presença regional prevê uma das orientações mais importantes para a compreensão do desenvolvimento do norte do México.

## Geografia
A cidade está em terreno montanhoso, a sua altitude média é de 2.440 m acima do nível do mar, no entanto as montanhas como o Cerro de la Virgen, El Grillo e La Bufa acima dos 2.700 m. Ao norte da cidade, com destino a Vetagrande elevações acima desta altitude.

### Clima
O clima é temperado ameno, com chuvas de verão, principalmente no ano soma cerca de 400 mm de precipitação. As temperaturas são geralmente moderada e fresco durante todo o ano com uma média de 8 °C o menos que o inverno, onde pode cair abaixo de 0 °C. Nesta época os ventos são normalmente comuns que acentuam a sensação térmica. A última queda de neve significativa ocorreu em dezembro de 1997, e 15 de janeiro de 2010 com a menor ocorrência de alguns anos anteriores.
| Dados climatológicos para Zacatecas              | Dados climatológicos para Zacatecas | Dados climatológicos para Zacatecas | Dados climatológicos para Zacatecas | Dados climatológicos para Zacatecas | Dados climatológicos para Zacatecas | Dados climatológicos para Zacatecas | Dados climatológicos para Zacatecas | Dados climatológicos para Zacatecas | Dados climatológicos para Zacatecas | Dados climatológicos para Zacatecas | Dados climatológicos para Zacatecas | Dados climatológicos para Zacatecas | Dados climatológicos para Zacatecas |
| Mês                                              | Jan                                 | Fev                                 | Mar                                 | Abr                                 | Mai                                 | Jun                                 | Jul                                 | Ago                                 | Set                                 | Out                                 | Nov                                 | Dez                                 | Ano                                 |
| ------------------------------------------------ | ----------------------------------- | ----------------------------------- | ----------------------------------- | ----------------------------------- | ----------------------------------- | ----------------------------------- | ----------------------------------- | ----------------------------------- | ----------------------------------- | ----------------------------------- | ----------------------------------- | ----------------------------------- | ----------------------------------- |
| Temperatura máxima recorde (°C)                  | 24                                  | 28                                  | 28                                  | 32                                  | 34                                  | 33                                  | 32                                  | 32                                  | 29                                  | 27                                  | 28                                  | 24                                  | 34                                  |
| Temperatura máxima média (°C)                    | 13                                  | 14                                  | 17                                  | 19                                  | 21                                  | 21                                  | 19                                  | 18                                  | 18                                  | 16                                  | 15                                  | 13                                  | 16                                  |
| Temperatura mínima média (°C)                    | 4                                   | 5                                   | 7                                   | 10                                  | 12                                  | 11                                  | 11                                  | 10                                  | 10                                  | 8                                   | 8                                   | 6                                   | 8                                   |
| Temperatura mínima recorde (°C)                  | −13                                 | −11                                 | −6                                  | −4                                  | 2                                   | 5                                   | 7                                   | 8                                   | 7                                   | −3                                  | −4                                  | −12                                 | −13                                 |
| Precipitação (mm)                                | 14                                  | 7                                   | 3                                   | 6                                   | 16                                  | 65                                  | 101                                 | 86                                  | 73                                  | 31                                  | 11                                  | 14                                  | 426                                 |
| Fonte: Serviço Meteorológico Nacional 26/03/2010 |                                     |                                     |                                     |                                     |                                     |                                     |                                     |                                     |                                     |                                     |                                     |                                     |                                     |

## População
A cidade de Zacatecas conta, segundo o Censo da População e Habitação (2005), feito pelo Instituto Nacional de Estatística, Geografia e Informática com uma população de 132,035 habitantes. representando 9,7% da população do estado. Dos quais 48% são mulheres e 52% de mulheres.

### Educação
A capital do estado tem uma sólida infra-estrutura das instituições de ensino, uma vez que tem uma população alfabetizada de 97,1%, uma das mais altas no país Na cidade e sua área metropolitana são também as escolas de ensino básico e do ensino superior, oferecendo uma ampla gama de estudos de graduação e pós-graduação, como os listados abaixo:
- Universidade Autónoma de Zacatecas
- Instituto Tecnológico de Zacatecas
- Tecnológica do Estado de Zacatecas[ligação inativa] Na cidade de Guadalupe
- Universidade Autónoma de Durango Campus Zacatecas
- Instituto Tecnológico e de Estudos Superiores de Monterrey Campus Zacatecas
- Universidade de Tolosa de Zacatecas
- Universidade Interamericana para o Desenvolvimento
- Universidade de Veracruz

### Religião
A maioria da população da cidade, é católica ultrapassando 90 % dos habitantes, embora haja outras organizações religiosas que se dedicam a religiões protestantes, esta é uma comunidade da Igreja de Jesus Cristo dos Santos dos Últimos Dias e as Testemunhas de Jeová. Que compõem cerca de 2% da população da cidade, é de salientar que um número significativo de pessoas que não professam nenhuma religião.

## Cultura

### Tradições e festas

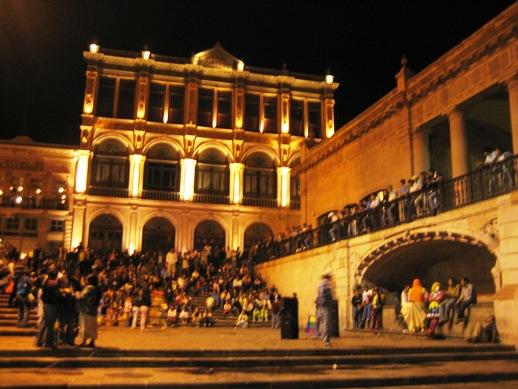
Teatro Fernando Calderón

Na cidade as festas são comemoradas normalmente no mês de setembro, em homenagem a dois patronos, sendo no dia 8, quando se comemora a "Nossa Sonhora dos Zacatecas" padroeira da cidade, cuja imagem está na Catedral e a "Nossa Senhora de Patrocínio" no dia 15, e está localizada na montanha "Cerro de la Bufe", e existem vários eventos no âmbito regional como a Feira Nacional de Zacatecas com eventos: culturais, artístico, touradas, shows, artesanato, comercial e pecuária; danças, corridas de cavalos e amostras de culinárias e muito mais.
Outra festa com grande tradição e com idade superior a Feira, que data da época do Período Colonial é o Morisma realizada durante a última semana de agosto. É um jogo que representa batalhas entre mouros e cristãos, onde o último vence e decapita o rei inimigo, a encenação das batalhas ocorrem na Lomas de Bracho, ainda deserta sítio na periferia da cidade. Os atores que representam os membros da Irmandade de San Juan Bautista e utilizam uniformes, várias armas e inclusive canhão.
As festividades zacatecanas são marcadas pelas notas crestes de alegre de tambores, que são apreciados no tradicional callejoneadas em torno das ruas, praças, largos e becos do centro histórico da cidade, enquanto tomam uma bebida típica de Zacatecas, o Mezcal.

### Festival Cultural
O festival cultural de Zacatecas, é realizado durante as festas da Páscoa, é um evento artístico cultural, um lugar onde á literatura, poesia, música, pintura e cinema na capital Zacatecana reúne músicos, cantores, dançarinos, escritores, artistas e acadêmicos nacionais e estrangeiros.
O Instituto de Cultura Ramón López Velarde, é responsável por organizar este evento que em 2008 teve um investimento de 15 milhões de dólares e teve a presença de 850 artistas de 22 países e mais de 10 estados da República Mexicana. Na sua vigêsima primeira edição, o festival foi assistido por 40 mil turistas, que viram 152 apresentações do México, Canadá, Brasil, Cuba, E.U.A., Espanha, Itália, França, Inglaterra, Venezuela, Áustria, Alemanha, Japão, Rússia, Bulgária, Chile, Argentina, Bélgica, Dinamarca, Tunísia e Nepal. No campo da música, houve figuras como Bob Dylan, Gloria Gaynor, Jaguares, Zoe, Miranda, Café Tacuba, Ricardo Arjona, Franco de Vita, La Oreja de Van Gogh, Earth Wind and Fire, entre outros. Tais eventos têm a particularidade de ser gratuito.

### Teatros e cinemas
Zacatecas tem 3 salas de relevância cultural no estado como o Teatro Fernando Calderón, construída entre 1891 e 1897, com uma arquitetura clássica francesa, que é atualmente administrado pela Universidad Autonoma de Zacatecas e utilizados para apresentações e fóruns da mesma universidade, um outro teatro que é comercialmente mais importante é o Teatro Ramón López Velarde porque nele há apresentações de várias companhias de teatro da Cidade do México, e finalmente é o teatro do Instituto Mexicano del Seguro Social, que são feitas principalmente para as crianças e os espectáculos de caridade.
Atualmente a cidade tem apenas um cinema, o MM Cinemas, localizado no "Mall Tahona", mas antigamente tinha mais, do clássico filme "La Raza", que sonda o seu apogeu na Idade de Ouro do Cinema mexicano, agora extinta e transformada em um parque de estacionamento, o complexo moderno "Cinemas Zacatecas" agora está em processo de ser um centro cultural. e por último a velha "Salas 2000", hoje abandonado.

## Turismo

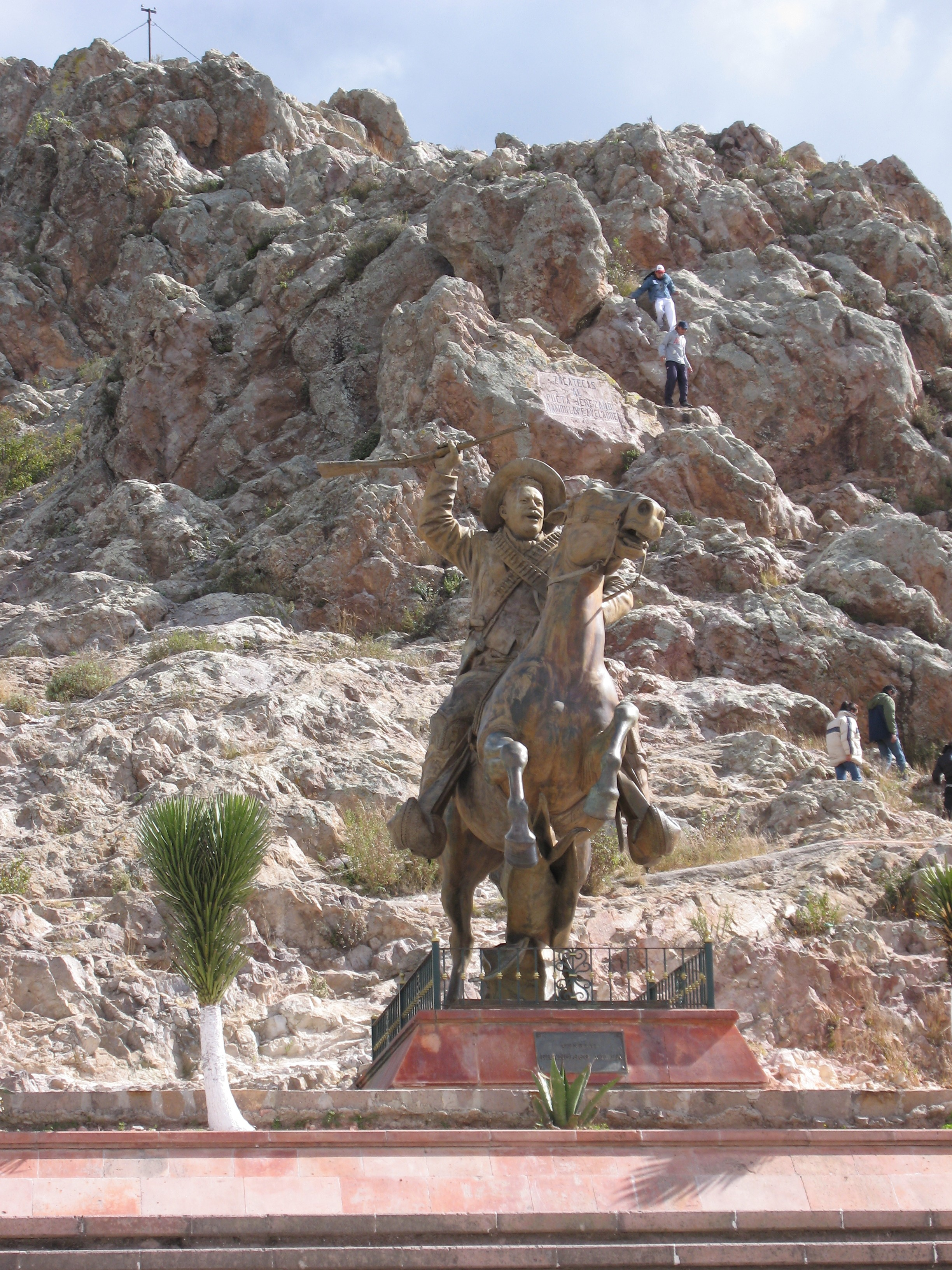
Estatua de (Francisco "Pancho" Villa)

O centro histórico de Zacatecas é em si uma atração turística da cidade, já que conseguiu manter grande parte de sua arquitetura histórica, sem perder o progresso do século. A cidade possui grandes monumentos da arquitetura civil e religiosa e museus com coleções de grandes dimensões. Uma de suas principais atrações é a cabo '' que passa sobre a cidade, unindo-se a Cerro de la Bufa com o Cerro del Grillo e a Mina "El Edén".

### Museus
A cidade de Zacatecas conta com 24 museus, entre eles se destacam alguns que recebem grande cantidade de visitantes:
- Pedro Coronel: localizado no antigo Colégio dos Jesuítas em San Luis Gonzaga, inclui obras egípcias, gregas, romanas, indianas, chinesas, japonesas, maias, astecas e africanos, e pinturas de Picasso, Braque, Delacroix, Dali, Vasarely e Miró.
- Rafael Coronel: localizado no antigo convento franciscano do século XVI, tem a maior coleção de máscaras de todo o mundo. Contém também marionetes da famosa companhia de Rosette Aranda.

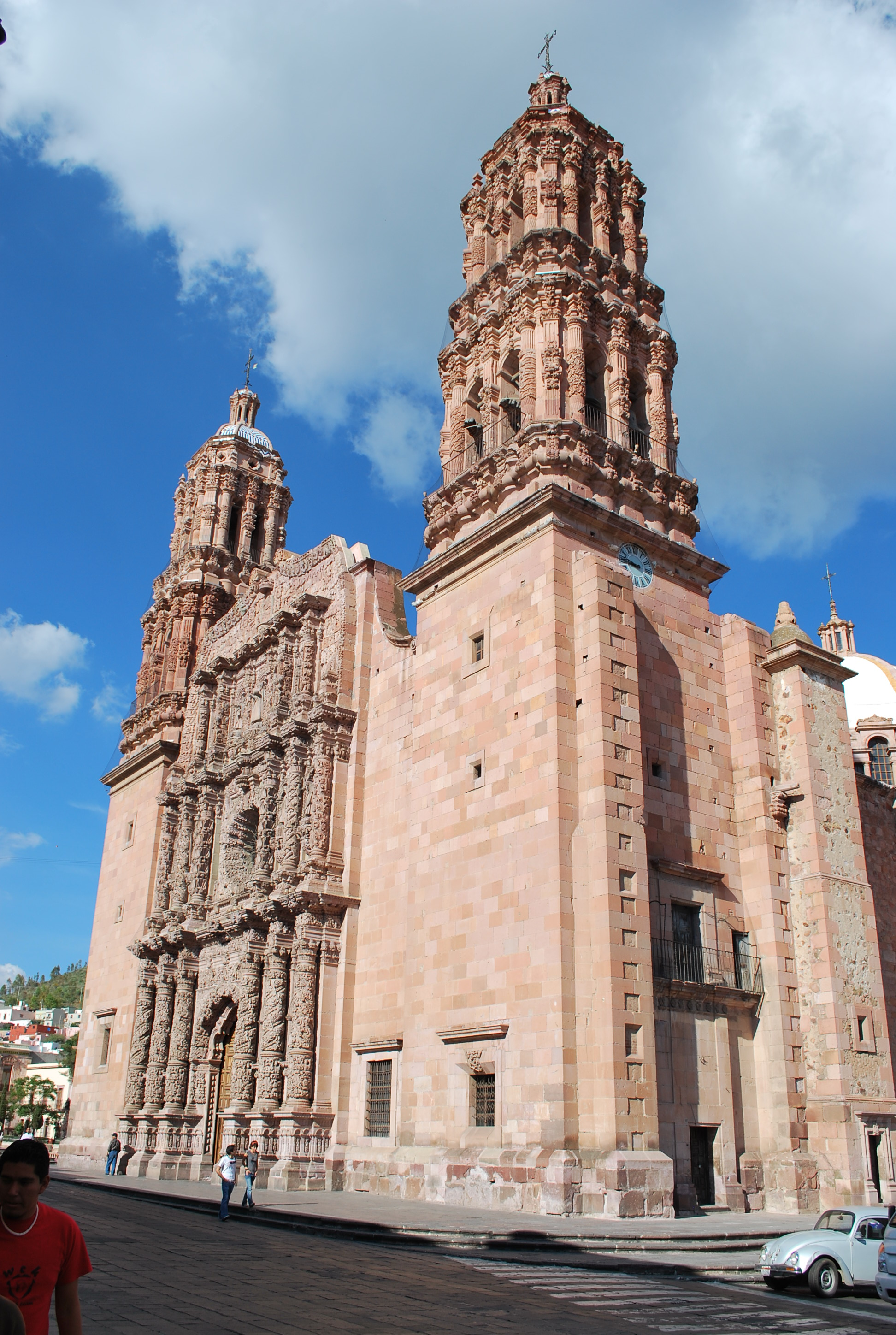
Catedral de Zacatecas

- De Arte Abstracto Manuel Felguérez: museu de arte abstrata mais importante da América Latina, está localizado no prédio que já abrigou decimonónco do Seminario Conciliar de la Purísima. A institução tem um amplo acervo com a obra do pintor de nome homônimo do museu, mas tambiém tem infinidade de obras de outros autores mexicanos contemporâneos como os irmãos Coronel, Juan García Ponce, Vlady, Antonio Nava, Alejandro Nava e Francisco Icaza. O que se converte em um dos melhores museus do país no que a moderna arte abstrata se refere.
- Francisco Goytia: localizado na antigua residência dos governadores, contém mostras de importantes e numerosos artistas plásticos de Zacatecas.
- Galería Episcopal: mostra de arte sacras pertencente ao episcopado de Zacatecas.
- Museu la Toma de Zacatecas: localizada no Cerro de la Bufa, abriga numerosas peças vinculadas a dita batalha da Revolução mexicana.
- Museu Zacatecano: com mostras de arte Huichol.
- Museu de Guadalupe: de Arte Sacra Viceregal na vizinha cidade de Guadalupe.
- Museu Universitario de Ciências.
- Museu Interactivo de Ciências Zig-Zag.
- Museu de Historia Natural: Se encontra dentro da Universidade Autónoma de Zacatecas.

### Centros Culturais
- Centro Cultural Ramón López Velarde
- Casa da Cultura Municipal
- Casa das artesãs
- Centro Cultural Cidadela de Arte

### Outros interessantes
- Palácio de la Mala Noche: Tem esse nome porque o proprietário fez a sua fortuna em uma mina de mesmo nome, construída no século XVIII, tornou-se durante a luta pela independência no local o congresso estadual, mas desde 1985, é o Palácio da Justiça.
- Palácio do Governo: Um baluarte arquitetônico erguido no século XVIII para a casa de uma das famílias mais influentes de Zacatecas colonial. Desde 1831, o palácio é a sede do poder executivo do estado de Zacatecas.
- Casa da Moeda: Fundada em 1810, devido à escassez de moedas no império, o papel da Casa da Moeda de Zacatecas, foi realizada quando o prefeito era o Conde de Santiago de la Laguna, a pedido dos mineiros locais.